# Rhene brevipes
Rhene brevipes là một loài nhện trong họ Salticidae.
Loài này thuộc chi Rhene. Rhene brevipes được Tord Tamerlan Teodor Thorell miêu tả năm 1891.